# Savarna
Savarna là một chi nhện trong họ Pholcidae.

## Các loài
Các loài trong chi này gồm:
- Savarna baso (Roewer, 1963)
- Savarna tesselata (Simon, 1901)
- Savarna thaleban Huber, 2005